# Boris Găină
Boris Găină (n. 17 august 1947, Chițcanii Vechi, raionul Telenești) este un savant și specialist în domeniul oenologiei și tehnologiei băuturilor alcoolice și nealcoolice, academician al Academiei de Științe a Moldovei, membru de onoare al Academiei Oamenilor de Știință din România (AOSR) și membru de onoare al Academiei de Științe Agricole și Silvice din România. 

## Date biografice[3]
Este fiul lui Serghei Alexandru Găină și a Eufrosiniei Maxim Găină, născută Lazăr.A absolvit școala din satul natal cu medalia de argint.  
A absolvit Institutul Politehnic din Chișinău în anul 1970. A activat asistent la catedra de Vinificație a Institutului Politehnic din Chișinău (1970-1973). Doctorantira a urmat-o în perioada 1973-1975 la Instititul Unional al Viei și Vinului "Magaraci" (Ialta, Crimea), unde a susținut în anul 1977 teza de doctor în Oenologie. În perioada anulor 1975-1979, activează în calitate de cercetător științific superior la Institutul Unional al Viei și Vinului "Magaraci". În anul 1979 revine în Moldova, la invitația academicianului Serghei Radauțan și a conducerii Ministerului Agriculturii al RSSM. Ocupă prin concurs funcția de Șef Secție Vinificație (1979-1990) și de director științific la Institutul Național al Viei și Vinului (INVV) al Asociației Științifice și de Producție "Vierul" (Chișinău), în același timp -șef al Laboratorului Tehnologia vinului. (1979-2004). În anii 1981 -1982 realizează un stagiu de management și studii de cercetare cu tema "Procese biotehnologice în vinificația modernă” la Institutul de Oenologie din Bordeaux (Franța). În anul 1992 susține teza de doctor habilitat în științe tehnice în domeniul oenologiei la Institutul Unional al Viei și Vinului ”Magaraci”. În 1993 a creat în Moldova primul Consiliu Specializat pentru susținerea tezelor de doctor și doctor habilitat în oenologie, care a atestat pe parcursul anilor 1993-2023 - 5 doctori habilitat și 27 doctori . În anul 1995 a fost ales membru corespondent , iar în 2007 - academician (membru titular) al Academiei de Științe a Moldovei (AȘM), în Secția de Științe Exacte și Inginereșri AȘM. Începând cu anul 2004 exercită funcția de Secretar Științific General al Academiei de Științe a Moldovei, iar din anul 2008 - cea de Academician - coordonator al Secției de Științe Agricole AȘM. În anul 2020 Adunarea Generală a Secției Științele Vieții la ales vicepreședinte AȘM - coordonator al Secției Științele Vieții, membru al Prezidiumului AȘM. Titlul de profesor ia fost conferit în anul 2006. A pregătit 10 doctori în oenologie și 1 doctor habilitat în uvologie. Este coautorul Strategiei de Dezvoltare a Complexului Viti-Vinicol din Republica Moldova, al 3 soiuri noi intraspecifice de viță de vie: Legenda, Riton și Luminița, obținute la INVV și  alte 6 soiuri: Tethys, Alexandrina, Ametist, Augustina, Nistreana, Algumax, Bega și Sarmis, selectate  intraspecific la Institutul de Genetică și Fiziologie de Protecție a Plantelor. În anul 2023 a fost distins cu titlurile onorifice ”Ambasador Emerit al Spiritualității Romănești Contemporane” și ”Tezaur Contemporan al  Comunității Cultural - Științifice din Romănia”. Cu ocazia aniversării a 30-a de la fondarea Universității Cooperatist-Comerciale din Moldova  i s-a conferit  titlul ”Membru de Onoare a Comunității  Academice Cooperatiste”.
A fost căsătorit cu Ecaterina Găină ( n. Chirvas, Nisporeni, decedată), cu care are 2 copii: Victor (n.1973, Chișinău) director fondator a firmei Media Security și consul onorific al Republicii Moldova in Filipine, și Veronica (n. 1976, Ialta), medic gastrolog-hepatolog.

## Distincții, onoruri
Savantul Boris Gaina s-a învrednicit de înaltul titlu "Personalitate a Anului 1993 în Lume în Oenologie" - distincție a Marelui Juriu Internațional din Paris, înmânată în 1994 la Congresul Internațional al Viei și Vinului.  
În anul 2013 academicianul AȘM Boris Gaina a fost ales Membru de Onoare al Academiei Oamenilor de Știință din România;Domniei sale i s-a acordat în 2014 înaltul titlu Doctor Honoris Causa  a Universității de Stat "Bogdan Petriceicu Hașdeu" din Cahul.  în 2017 a fost ales membru de onoare a Academiei de Științe  Agricole și Silvice ”Gheorghe Ionescu-Șișești” (București). În anul 2017 a fost decorat cu ordinul "Gloria Muncii"  și medalia ”Meritul Bisericesc” gr. III a Mitropoliei Moldovei. În anul 2020 acad. Boris Gaina a fost onorat cu titlul Membru de Onoare a Academiei Naționale de Științe Agricole a Ucrainei. Pe parcursul activității rodnice în Academia de Științe a Moldovei s-a învrwdnicit de înnaltele distincții: medalia ”Nicolae Milescu- Spătaru”, medalia ”Dmitrie Cantemir”, distincțiile  ”Meritul Academic de gradul II și  gradul I”.
Alte distincții:
- 2000 - Premiul anual al Prezidiului Academiei de Științe a Moldovei pentru lucrarea “Via, vinul și civilizația”;

- 2004 - Diploma Asociației Inventatorilor din România;
- Mențiune a Agenției de Stat a Proprietății Intelectuale;
- Medalia jubiliară “100 ani de la nașterea membrului corespondent al Academiei de Științe a Moldovei Dmitrii Verderevschii”;

- 2005 - Medalia de Argint și Diploma de Onoare a Agenției de Stat pentru Proprietatea Intelectuală a Republicii Moldova;

- 2006 - Diploma Salonului Internațional de Invenții din Geneva;
- 2007 - Diploma Salonului Internațional de Invenții din Moscova;
- Distincția Forumului Economic al XVII-a, Krynica. Zdroj,5-8 septembrie 2007, Polonia;

- 2008 - Diploma TEMPUS SM SMC – T002106: „Formation en ecoles doctorales”, Rennes, Franța;

- 2009 - Diploma „European Centre of Quality”, Chișinău;
- 2009 - Medalia de Bronz și Diploma de Onoare „Салон промышленной собственности, Москва;

- 2009 - Diploma de participare la Expo-Vin «Южные вина России», Krasnodar;

- 2010 - Diploma Concursului Internațional „Wines&Spiritos Contest 2010, Chisinau, UOEM,OIV;
- 2010 - Medalia de argint și Diploma de Onoare a salonului de inventică, Sevastopol;

- 2011 - Diploma și Medalia de Argint “Expoziția Internațională “Infoinvent”, AGEPI, Chișinău;

- 2012 - Diplomă și Medalie de Aur. The XV-TH International Exhibition “Inventica 2011”, Iași, Romănia;

- 2012 - Diploma expertului-degustator internațional “Intervitis Interfructa Russia”, Krasnodar, Rusia;

- 2013 Medalia „V.Tairov” a Institutului Național al Viei și Vinului din Odesa, Ucraina

- 2013 Diploma și Medalia de Aur al Expoziției „Infoinvent”, Chișinău,2013
- 2013 laureat al săptămânalului «Literatura și arta» pentru știință.
- 2014 titlul onorific «Doctor Honoris Causa» a Universității de Stat din Cahul.
- 2014 premiul Academiei de Științe a Moldovei pentru ciclul de lucrări în domeniul oenologiei.
- 2016 Medalia Jubiliară ”60- ani AȘM” de la fondare
- 2017 Medalia AȘM ”Nicolae Milescu-Spătaru” cu ocazia 70 ani de la naștere
- 2017 Medalia de aur a ”Uniunii Oamenilor de Știință și Cultură din Moldova”
- 2017 Medalia de Onoare a ”Academiei Oamenilor de Știință din România”
- 2021 Medalia ”Dmitrie Cantemir” a AȘM  pentru realizări științifice  valoroase;
- 2022 Diploma Aniversară de Gratitudine cu prilejul a 60 ani AȘM;
- 2023  Medalia ”Promotor al culturii calității în educație și cercetare” gradul I  de către Agenția Națională de Asigurare a Calității îm Educație și Cercetare

## Muncă obștească
- Membru al Consiliului coordonaror al Alianței Franceze la Chișinău (1999-2009)
- Membru al Comitetului organizatoric al al Expozițiilor Internaționale ”VINMOLDOVA” (1995-2019)
- Membru al Comitetului  organizatoric  al Festivalului Național al Vinului din România (2000-2004).
- Membru al Consiliului Național de Atestare și Acreditare din Republica Moldova (2008-2012)
- Membru al Consiliului Suprem pentru Știință și Dezvoltare Tehnologică al AȘM (2004-2018)
- Președinte al Comisiei pentru examenele de licență la UTM (1982-2021)
- Președinte  Adunării anuale a Secției de Științe Agricole AȘM (2008-2019)
- Președinte al Secției Științele Vieții AȘM (2019-2022)
- Membru al colegiului de redacție al revistelor: 5 în Republica Moldova; 2- Federația Rusă; 1- Ucraina, 1- Romănia.
- Consultant  în Oenologia și Uvologia practică al  Companiei ”Winery Poiana”
- Președintele Comisiei de decustare a vinurilor în cadrul Oficiului Național al Viei și Vinului.

## Distincții
- Cavaler de Onoare  al Uniunii Vinificatorilor din Vallée de Loire Chinon, France (1982)
- Personalitate a Anului 1993 în  lume Oenologie. Medalie de aur și diplomă de Onoare.
- Diploma de Onoare a Asociației Viticultorilor și Vinificatorilor din Beaujolais, France (1999)
- Diploma de Onoare a Concursului de Vinuri "VINA KUBANI", Krasnodar, Rusia (2010)
- Premiul al Academiei de Științe a Moldovei pentru ciclul de lucrări în domeniul oenologiei (2012)
- Medalia "V.Tairov" al Institutului Viei și Vinului "V.Tairov" din Odesa, Ucraina (2013)
- Laureat al Săptămânalului Literatura și Arta pentru Știință (2013)
- 2014 titlul onorific «Doctor Honoris Causa» a Universității de Stat din Cahul.
- 2014 premiul Academiei de Științe a Moldovei pentru ciclul de lucrări în domeniul oenologiei.
- 2016 Medalia Jubiliară ”60- ani AȘM” de la fondare
- 2016 Certificat de apreciere pentru implicarea activă în cadrul evenimentului ”Noaptea cercetătorilor europeni 2016”
- 2017 Medalia AȘM ”Nicolae Milescu-Spătaru” cu ocazia 70 ani de la naștere
- 2017 Medalia de aur a ”Uniunii Oamenilor de Știință și Cultură din Moldova”
- 2017 Medalia de Onoare a ”Academiei Oamenilor de Știință din România”
- 2021 Medalia ”Dmitrie Cantemir ” AȘM
- 2022 Diploma Aniversară de Gratitudine a AȘM
- 2023 Distincțiile  ”Meritul Academic de gradul II și  gradul I”.

## Operă
- Monografii - 27 monografii (din care 3 cu coautori-savanți din Franța),  manuale -3; lucrări metodice - 5; recomandări practice -9.

- Articole științifice și de diseminare a rezultatelor cercetărilor vitivinicole și biotehnologice -870, dintre care 65 in Franța, Italia, Cehia, Romania, Bulgaria, Japonia, SUA, Germania, Muntenegru, Portugalia, Rusia, Ucraina.

- 60 de brevete de invenții în URSS și Republica Moldova.
- 35 de mărci de vinuri, distinse cu 15 medalii la concursuri internaționale
- 17 acte normative din domeniul vitivinicol al Republicii Moldova.
- 9  Hotârări pozitive de acordare a brevetelor  pentru soiuri de plante, viță-de-vie
- 9  Hotârări pozitive de introducere în Catalogul soiurilor de plante al Republicii Moldova